# Sloup v Čechách
Sloup v Čechách (en allemand : Bürgstein) est une commune du district de Česká Lípa, dans la région de Liberec, en Tchéquie. Sa population s'élevait à 721 habitants en 2021.

## Géographie
Sloup v Čechách se trouve à 4 km au sud-est du centre de Nový Bor, à 7 km au nord-est de Česká Lípa, à 33 km à l'ouest de Liberec et à 73,5 km au nord de Prague.

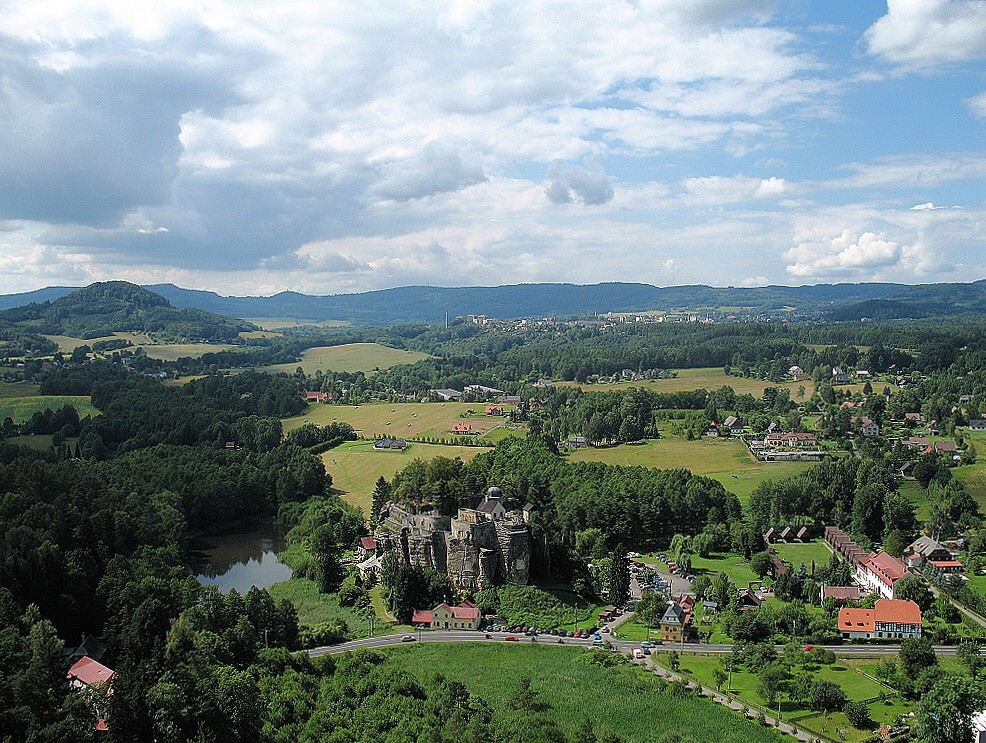
Vue sur le château rocheux de Sloup.

La commune est limitée par Radvanec au nord, par Cvikov à l'est, par Svojkov au sud et à l'ouest, et par Nový Bor à l'ouest.

## Histoire
La première mention écrite du village date de 1318.

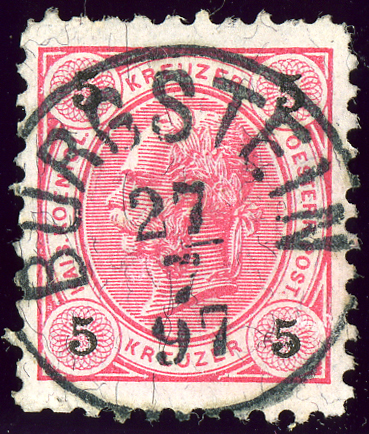
Timbre autrichien, oblitéré « Bürgstein » (1897)

Jusqu'en 1918, la ville faisait partie de l'Autriche (Cisleithanie après le compromis de 1867), district de Böhmisch-Leipa (Česká Lípa), un des 94 Bezirkshauptmannschaften de Bohême.

## Le château
Le château de Sloup est mentionné pour la première fois dans des documents datant de 1324. Il est édifié par les Ronovci, l’une des plus anciennes et des plus importantes familles de la noblesse tchèque. Il longe la route du sel allant de Meissen à Česká Lípa. Au sommet de la falaise, le contour des affleurements a été sculpté pour ressembler à des remparts, et certaines des ravines ont été remplies de maçonnerie.
Grâce à un ingénieux système de tranchées, il a été possible d'inonder la zone autour du rocher. La combinaison des conditions naturelles et de l’ingéniosité humaine a permis au château de devenir une forteresse médiévale inattaquable.
Pendant la Guerre de Trente Ans, le chevalier Mikeš Pančiř de Smojna était retranché ici et lança un assaut sur Lužice; ceci eut pour  conséquence le siège du château en 1445. Lorsque les troupes affamées capitulèrent après trois mois d'isolement, à la fin de 1447, il fut incendié. Le château a été restauré, mais a progressivement cessé de répondre aux normes de confort souhaitées, et au cours du 16e siècle, il est abandonné et se délabre.
De nouveau en 1639, les Suédois l'incendient et il tombe en ruine.
De 1670 à 1785 des ermites s’y installent, faisant usage de la roche pour leurs propres besoins. Entre autres choses, ils creusent de nouvelles salles et créent des cavités pour les stations du chemin de croix. Ils construisent une chapelle dans la roche et élèvent  une nouvelle entrée. Les sources historiques parlent de plusieurs personnalités : Konstantin un maçon ; Vaclav qui peint le cadran solaire sur un mur; et un lunetier-jardinier, appelé Samuel, qui cultive du maïs dans les plaines autour du château, ainsi que du vin sur les terrasses méridionales. Après que l'ermitage a cessé d'exister les propriétaires du moment, la famille Kinský, transforme le lieu en une attraction touristique romantique.
Peu a été préservé de la structure d'origine sur le haut de la falaise. Toutefois les bases de la construction fichées dans la roche peuvent être clairement distinguées de nos jours. Il s’agit du donjon, du puits, des passages et promenades en terrasses. Dans l'ancienne prison, des sculptures du donjon ont été préservées, elles avaient été sculptées sur par d'anciens prisonniers.
Depuis la terrasse, on peut admirer la vue sur les monts de Lusace.
Sloup est aujourd’hui devenu un lieu romantique réservé à des manifestations culturelles : concerts aux chandelles, joutes historiques...

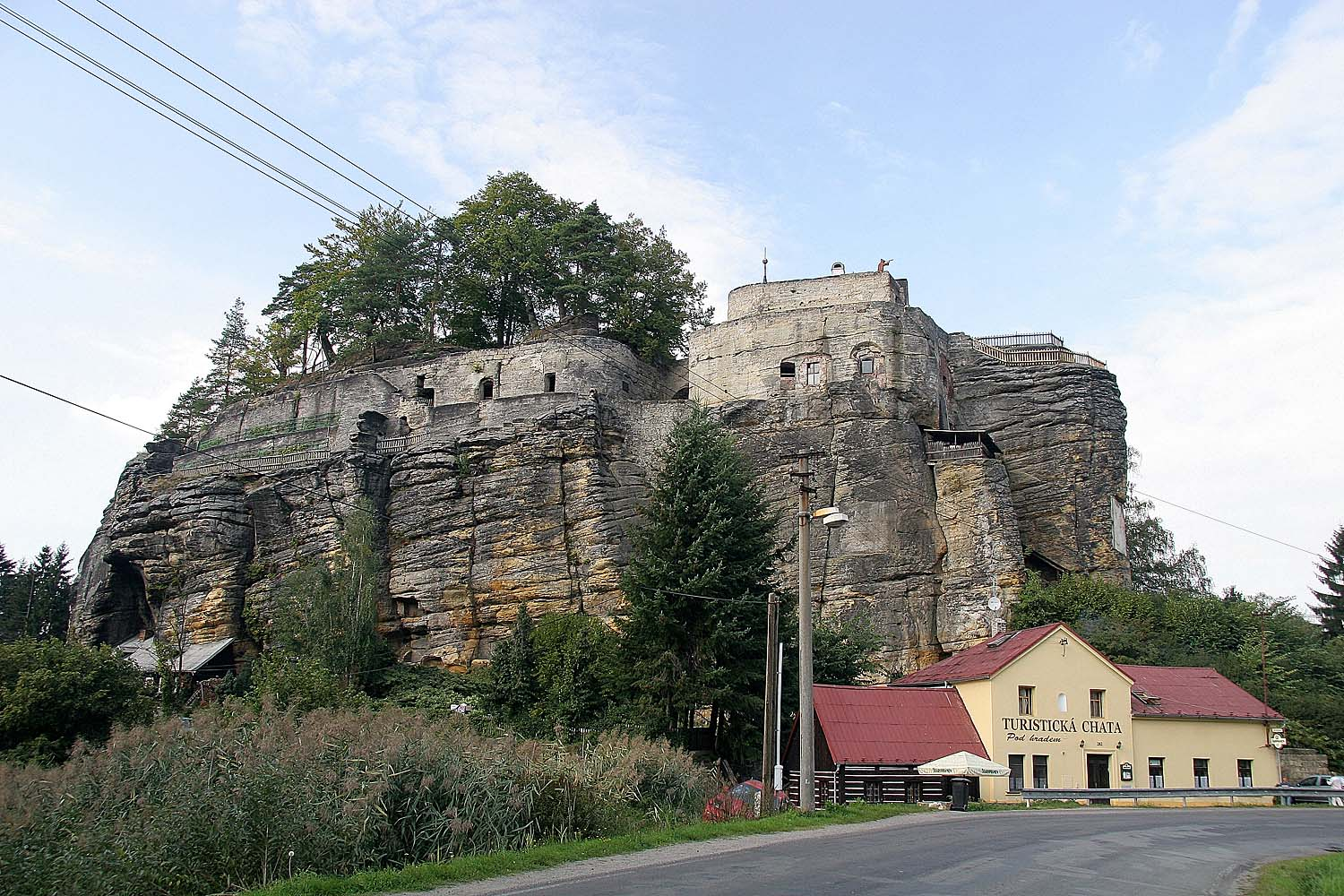
Le château de Sloup sur la falaise.

## Transports
Par la route, Sloup v Čechách se trouve à 4 km de Nový Bor, à 9 km de Česká Lípa, à 41 km de Liberec et à 98 km de Prague.